# Arthrodytes andrewsi
Arthrodytes andrewsi är en utdöd fågel i familjen pingviner inom ordningen pingvinfåglar. Den beskrevs 1901 utifrån fossila lämningar från tidig miocen funna i Argentina.